# 埃博 (密蘇里州)
埃博（英語：Ebo）是位於美國密蘇里州華盛頓縣的非建制地區。

## 地理
埃博所處的海拔為高於海平面259米（即850英呎），而該地所採用的時區為UTC-6，即北美中部時區（CST）。同時該地設有夏令時間，為UTC-6調快一小時，即UTC-5（CDT）。